# 枫沙湖
枫沙湖是一个位于中国安徽省安庆市的淡水湖，面积约为16.98平方千米，属于长江区。它的一级流域为长江流域，二级流域为长江干流水系。